# Fliegerführer Kreta
Fliegerführer Kreta war die Bezeichnung einer Dienststellung bzw. einer Kommandobehörde auf Brigadeebene der deutschen Luftwaffe im Zweiten Weltkrieg.

## Geschichte
Die Dienststelle des Fliegerführers Kreta wurde am 6. März 1943 in Maleme aufgestellt. Sie war nach der deutschbesetzten griechischen Insel Kreta benannt, auf der sie stationiert war. Sie war dem Luftwaffenkommando Südost unterstellt und wurde am 1. Januar 1944 aufgelöst.

## Fliegerführer
| Dienstgrad   | Name              | Datum                               |
| ------------ | ----------------- | ----------------------------------- |
| Generalmajor | Hans-Joachim Rath | 6. März 1943 bis 30. September 1943 |

## Unterstellung
| Unterstellung             | von          | bis            |
| ------------------------- | ------------ | -------------- |
| Luftwaffenkommando Südost | 6. März 1943 | 1. Januar 1944 |